# エンゲルの定理
数学の分野である表現論において、エンゲルの定理 (Engel's theorem) はリー環論の基本的な定理の1つであり、リー環に対して冪零性の2つの概念が同一であることを主張する。定義の有用な形は、行列からなるリー環 L が冪零行列からなればすべて同時に狭義上三角行列に相似変換できるというものである。定理は数学者フリードリヒ・エンゲル (Friedrich Engel) にちなんで名づけられている。彼はその証明の概略をヴィルヘルム・キリング (Wilhelm Killing) に宛てた1890年7月20日の手紙の中で書いた (Hawkins 2000, p. 176)。エンゲルの生徒 K.A. Umlauf は1891年の学位論文において完全な証明を与え、(Umlauf 2010) として再版されている。
ベクトル空間 V 上の線型写像 T が冪零 (nilpotent) であるとは、ある正の整数 k が存在して Tk = 0 となることをいう。例えば、対角線上及びそれより下で成分がすべて 0 であるような行列
{\displaystyle {\begin{bmatrix}0&a_{12}&a_{13}&\cdots &a_{1n}\\0&0&a_{23}&\cdots &a_{2n}\\\vdots &\vdots &\ddots &\ddots &\vdots \\0&0&&\ddots &a_{n-1n}\\0&0&\cdots &\cdots &0\end{bmatrix}}}
によって与えられる任意の写像は冪零である。リー環 L の元 x が ad-nilpotent とは、
{\displaystyle \operatorname {ad} _{x}(y)=[x,y]\ }
によって定義される L 上の線型写像が冪零であることをいう。V 上の線型変換全体からなるリー環 L(V) において、恒等写像 IV は ad-nilpotent である（{\displaystyle \operatorname {ad} _{I_{V}}=0\colon L(V)\rightarrow L(V)} だから）が、写像そのものは冪零ではないことに注意しよう。
リー環 L が冪零であるとは、
{\displaystyle \mathbf {L} ^{0}=\mathbf {L} ,\quad \mathbf {L} ^{i+1}=[\mathbf {L} ,\mathbf {L} ^{i}]\ }
によって再帰的に定義される降中心列が最終的に 0 に達することをいう。
定理 (Engel)。有限次元リー環 L が冪零であることと、L のすべての元が ad-nilpotent であることは同値である。
基礎体についての仮定は全く必要ないことに注意しよう。
エンゲルの定理の証明における重要な補題は、次に述べる、それ自身有用な、有限次元ベクトル空間上の線型写像のリー環についての事実である。
L を L(V) の部分Lie環とする。すると L が冪零写像からなることと、V の部分ベクトル空間の列
{\displaystyle V_{0}\subsetneq V_{1}\subsetneq \cdots \subsetneq V_{n}\ }
であって {\displaystyle V_{0}=0}, {\displaystyle V_{n}=V} および
{\displaystyle \mathbf {L} \,V_{i+1}\subseteq V_{i},\quad \forall i\leq n-1\ }
なるものが存在することは同値である。したがって冪零写像からなるリー環は同時狭義上三角化可能である。